# Yordan Santa Cruz
Yordan Eduardo Santa Cruz Vera (ur. 7 października 1993 w Cienfuegos) – kubański piłkarz występujący na pozycji pomocnika w dominikańskim klubie Jarabacoa FC oraz reprezentacji Kuby.

## Kariera
Karierę rozpoczynał w lokalnym klubie FC Cienfuegos. Z klubu był wypożyczany do FC Santiago de Cuba. Obecnie jest piłkarzem Jarabacoa FC.
W reprezentacji Kuby zadebiutował 29 marca 2014 roku w meczu z Indonezją. Pierwszego gola zdobył 25 marca 2015 roku w starciu z Dominikaną. Został powołany na Złoty Puchar CONCACAF 2019 jako kapitan.